# Capital de distrito
La capital de distrito o capital distrital en Perú, son las poblaciones en donde se instalan las administraciones de una municipalidad o municipio. Están facultadas por la Ley Nº 27795 (Ley de Demarcación y Organización Territorial) bajo el nombre de Capital:

Capital.- Es el centro poblado o núcleo urbano en el cual se instala la sede administrativa de un gobierno local o regional. En provincias de gran dinámica urbana, el distrito cercado es sede de los gobiernos municipales.

Como lo menciona la ley, la capital de distrito, en caso de que el distrito sea rural o en áreas naturales, son localidades independientes a otras que se puedan encontrar dentro de los límites del distrito mismo. Por el contrario, si la sede de distrito abarca ya la totalidad del distrito, como en una metrópoli, pasa a denominarse como un distrito cercado.

## Descripción
La sede de distrito puede también ser capital de una provincia o ya como distrito cercado, de un departamento.
El Congreso de la República del Perú informa que para ser capital de distrito una localidad debe tener una población mínima de acuerdo a la cantidad demográfica de cada región natural:
| - 2,500 habitantes en la Costa. - 1,500 habitantes en la Sierra. - 1,800 habitantes en la Selva. |

Así mismo, una capital distrital no debe estar bajo la influencia de otra capital distrital o provincia, cada una mantiene su soberanía por más que geográficamente se encuentren cerca. El congreso también estipula que una capital distrital debe contar con criterios demográficos, socioculturales, de localización, urbanos y de equipamiento.

## Uso
El término «capital distrital» no es tan utilizada como «provincia» o «municipalidad», la lingüista Martha Hildebrandt expresa que ante ese desconocimiento, la ciudadanía suele llamar comuna a las capitales de distrito, Hildebrandt lo define como «corporación a la que le corresponde la administración de un distrito», poniendo de ejemplo al propio diario oficial del Estado El Peruano que en una nota periodística hace mención de la palabra comuna en lugar de capital distrital, capital de distrito o distrito cercado:

… la comuna metropolitana informó que ha requerido al concesionario Línea Amarilla SAC para que de inmediato se abstenga de hacer efectivo el incremento de la tarifa de peaje que ha anunciado.